# Mönchpfiffel-Nikolausrieth
Mönchpfiffel-Nikolausrieth es un municipio situado en el distrito de Kyffhäuser, en el estado federado de Turingia (Alemania), a una altitud de 120 metros. Su población a finales de 2016 era de unos 300 habitantes y su densidad poblacional, 35 hab/km².
Se encuentra ubicado a poca distancia al sur de la frontera con el estado de Sajonia-Anhalt.